# شرکت فرانک
شرکت فرانک (انگلیسی: Franck Company) شرکت صنایع غذایی کروات است، که در سال ۱۸۹۲ تأسیس شد.